# Guggernüll
Der Guggernüll ist ein Berg im Kanton Graubünden mit einer Höhe von 2886 m ü. M. Er liegt auf der Grenze zwischen den Gemeinden Rheinwald und Mesocco.

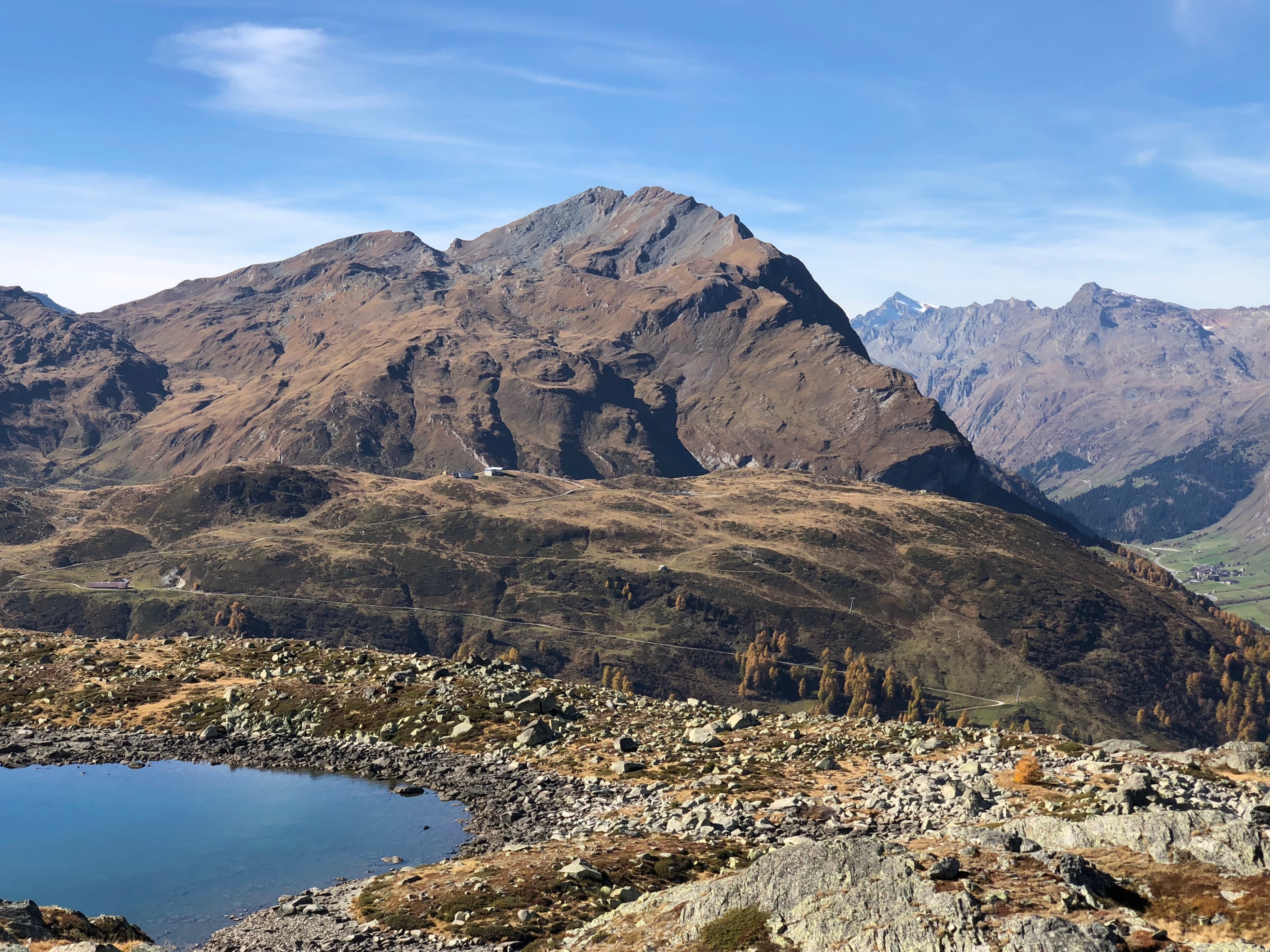
Ansicht von Osten. Vorne der untere Surettasee

Nach Norden fällt der Guggernüll über 1300 Meter steil in das Rheinwald zu den Orten Nufenen und Splügen ab. Im Süden geht das Gelände weniger steil über den Areuapass (2508 m ü. M.) zum Pizzo Tambo (3279 m ü. M.) über. Im Westen trennt die tiefe Schlucht des Val Curciusa, die mehrheitlich zu Mesocco gehört, den Berg vom Einshorn (2944 m ü. M.). Im Osten liegt das Tal des Tambobachs mit der Tamboalp, hinter dem im Südosten der Splügenpass (2115 m ü. M.) liegt.
Der Guggernüll wird oft auf Skitouren begangen. Der Anstieg im Sommer vom Wanderweg zum Areuapass über wegloses Gelände wird mit dem Schwierigkeitsgrad T3 klassifiziert.

Der Name Guggernüll oder Guggernell für Hügel und Bergköpfe ist bei den Bündner und Vorarlberger Walsern weit verbreitet. Er stammt von schweizerdeutsch Guggernell und ähnlich, was «Dachfenster» oder «Dachstübchen» bedeutet. Als Örtlichkeitsname bezeichnet das Wort somit einen Aussichtspunkt, eine Aussichtszinne.